# Liste der Bodendenkmäler im Grünwalder Forst
Auf dieser Seite sind die Bodendenkmäler in dem oberbayerischen gemeindefreien Gebiet Grünwalder Forst zusammengestellt. Diese Tabelle ist eine Teilliste der Liste der Bodendenkmäler in Bayern. Grundlage ist die Bayerische Denkmalliste, die auf Basis des Bayerischen Denkmalschutzgesetzes vom 1. Oktober 1973 erstmals erstellt wurde und seither durch das Bayerische Landesamt für Denkmalpflege geführt wird. Die folgenden Angaben ersetzen nicht die rechtsverbindliche Auskunft der Denkmalschutzbehörde.

| Lage                        | Objekt | Akten-Nr.     | Bild |
| --------------------------- | --- | ------------- | ---- |
| Grünwalder Forst (Standort) | Abschnittsbefestigung der späten römischen Kaiserzeit und des frühen Mittelalters sowie Burgstall des hohen Mittelalters (Römerschanze). | D-1-7935-0002 |      |
| Grünwalder Forst (Standort) | Straße der römischen Kaiserzeit (Teilstück der Trasse Augsburg–Salzburg).                                                                | D-1-7935-0007 |      |
| Grünwalder Forst (Standort) | Straße der römischen Kaiserzeit mit begleitenden Materialentnahmegruben (Teilstück der Trasse Augsburg–Salzburg).                        | D-1-7935-0008 |      |
| Grünwalder Forst (Standort) | Straße der römischen Kaiserzeit mit zugehörigen Materialentnahmegruben (Teilstück der Trasse Augsburg–Salzburg).                         | D-1-7935-0258 |      |
| Grünwalder Forst (Standort) | Grabhügel vorgeschichtlicher Zeitstellung.                                                                                               | D-1-7935-0315 |      |